# Contea di Surry (Virginia)
La contea di Surry ( in inglese Surry County ) è una contea dello Stato della Virginia, negli Stati Uniti. La popolazione al censimento del 2000 era di 6 829 abitanti. Il capoluogo di contea è Surry.